# Gottfried Kölwel
Gottfried Kölwel (* 16. Oktober 1889 in Beratzhausen; † 21. März 1958 in Gräfelfing) war ein deutscher Lyriker, Dramatiker und Erzähler.

## Leben
Gottfried Kölwel war der Sohn eines früh verstorbenen Färbereibesitzers und besuchte von 1902 bis 1907 die Lehrerbildungsanstalt in Amberg. Danach war er fünf Jahre lang als Hilfslehrer in verschiedenen oberbayrischen Dörfern angestellt (Aising, Walpertskirchen, Marzling, Schrobenhausen). 1912 kam er nach München und hörte an der Universität Vorlesungen in Literaturgeschichte bei Franz Muncker und Artur Kutscher. Während des Ersten Weltkriegs war er – für den Militärdienst untauglich – Lehrer in München und ab 1918 konnte er als freier Schriftsteller leben.
Kölwel veröffentlichte 1913 bis 1915 Gedichte in den Zeitschriften Charon und Die Aktion; und Franz Pfemfert, der Herausgeber der Aktion, widmete dem jungen Lyriker sogar eine Sondernummer (1914, Nr. 12). Als im Mai 1914 in der Monatsschrift Phöbus eine Sympathieerklärung deutscher Literaten zur Unterstützung der Aktion gegen Zensurmaßnahmen veröffentlicht wurde, war Gottfried Kölwel einer der 29 Unterzeichner (neben Wedekind, Kandinsky, Klabund, Heinrich und Thomas Mann, und anderen). Im selben Jahr 1914 erschien, von Martin Buber dem Verleger wärmstens anempfohlen, Kölwels erster Gedichtband Gesänge gegen den Tod im renommierten Leipziger Kurt Wolff-Verlag.
Gottfried Kölwel war ab den 1910er Jahren mit den zeitgenössischen Literaten gut vernetzt; er war mit Rilke, Kafka und Döblin persönlich bekannt, und sogar eng befreundet mit Alfred Wolfenstein (der 1916 bis 1924 in München lebte), Max Pulver, Georg Hecht, Eugen Mondt, Friedrich Wilhelm Wagner, Albert Steffen und Martin Sommerfeld. Seine erste Lesung in der Galerie von Hans Goltz in München fand in Gegenwart von Rilke statt. Als Kafka am Abend des 10. November 1916 – ebenfalls bei Goltz – seine noch unveröffentlichte Erzählung In der Strafkolonie vorlas, war auch Kölwel unter dem (spärlichen) Publikum.
Ab 1917 folgten weitere Lyrikbände im Roland-Verlag (Die frühe Landschaft 1917, Die Erhebung 1918) und seit den 1920er Jahren auch zahlreiche Prosawerke und einige Dramen. Während des Dritten Reiches war Gottfried Kölwel zwar zeitweise Mitglied der NSDAP, unternahm aber dann ausgedehnte Reisen ins Ausland, bevor er sich 1940–1945 in die Einsamkeit nach Fischbachau (Landkreis Miesbach) ins Haus seiner Schwester zurückzog. Er befreundete sich mit Otto Heuschele und war 1949 Gründungsmitglied der Deutschen Akademie für Sprache und Dichtung. Seine Bücher wurden aus rechtlichen Gründen lange nicht nachgedruckt, sind aber noch antiquarisch erhältlich. 
In der Anthologie »Beständig ist das leicht Verletzliche« ist Gottfried Kölwel mit den Gedichten
- Vor dem Krieg (1912/13)
- Bahnfahrt durch den Vorfrühling (1912/13)
- Die Uhr (1915)
- Wir Wehenden (1916)

vertreten.

## Werke

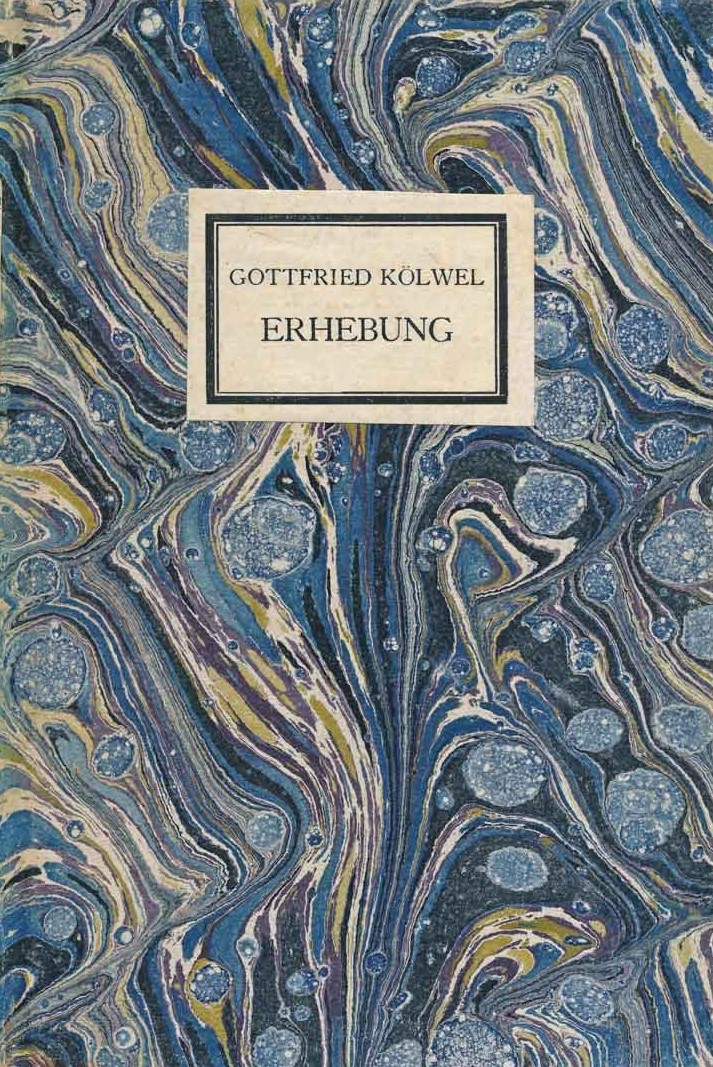
Gottfried Kölwel: Erhebung. Neue Gedichte. München, Roland-Verlag Dr. Albert Mundt, 1918

### Sieben Zeilen von Gottfried Kölwel
Aus: Wir Wehenden
Wir Wehenden durch diese Welt,

wir wünschen uns hierhergestellt

wie Götter, die im Kraftquell baden,

und sind von Ohnmacht weh beladen.

Nur Laub im Hauch des Herrn, am Baum der Erde?

Unwissend, was aus unsrer Herbstspreu werde.

Wir Wehenden durch diese Welt!

### Lyrikbände
- Gesänge gegen den Tod (1914)
- Die frühe Landschaft (Gedichte und Skizzen, 1917)
- Erhebung (1918)
- Irdische Fülle (1937)
- Münchner Elegien (1947)
- Gedichte (1949)
- Wir Wehenden (1959)

### Erzählungen und Romane
- Bertolzhausen (1925)
- Volk auf alter Erde (1929)
- Der vertriebene Pan (1930)
  - umgearbeitet: Franz Sebas (1940)
- Das Jahr der Kindheit (1935) 
  - neu veröffentlicht: Das glückselige Jahr (1941)
- Das Glück auf Erden (1936)
- Irdische Fülle (1936)
- Die Wanderung nach Rödelsee (1938)
- Der geheimnisvolle Wald (1938)
- Franz Sebas (1939)
- Der Bayernspiegel, 2 Bände:
  - Die heitere Welt von Spiegelberg
  - Das Tal von Lauterbach (1940/41)
- Die schöne Welt (1942)
- Der verborgene Krug (1944)
- Die Stimme der Grille (1950)
- Das Himmelsgericht (1951)
- Aufstand des Herzens (1952)

### Dramen
- Der Hoimann (1933)
- Franziska Zachez (1934)

### Hörspiele
- Am Strom (1936)
- Das Drachenspiel, dramatische Dichtung 
  - als Hörspiel gesendet 1951

## Kritik
Gottfried Kölwel zählt zu den Autoren des literarischen Spätexpressionismus. Kölwels kulturkritischer Ansatz und seine Kritik der Moderne gehen auf die Jugendbewegung der zwanziger Jahre zurück. Er bekämpft weniger einen Gegensatz zwischen Stadt und Land, als vielmehr Egoismus und soziale Fehlhaltungen. Seine Kapitalismuskritik ist Kritik an der Ausbeutung des Menschen und der Zerstörung der Natur. Auch die Zerstörung vorgeblich unwerten Lebens im Nationalsozialismus wird kritisiert.

„Es sind trostreiche Gedichte, Trostgesänge alle; Sie halten sich förmlich nur mit einer Hand im Dunkel, vielleicht um nicht ganz losgebrochen zu werden aus der Erde, alles andere ist Helligkeit, gute und wahrhaftige. Gerade weil Sie die Bestimmung dazu haben, stört mich manchmal eine kühle Gefühlswendung, die sich so eindeutig gibt, als werde sie auf dem Trapez, und sei es auch das höchste, vollführt und nicht im Herzen; sie ist einwandfrei, aber das genügt gewiß Ihnen am allerwenigsten. So z. B. die Wendung im Trostgesang, die das Gedicht, das doch auf höchste Wahrheit ausgeht, erfüllt, wie mit zwei riesigen Stützbalken. Oder zum Teil auch im Gekreuzigten, in dessen einzelnen Versen man allerdings versinkt. Ein starkes Gegenbeispiel in meinem Sinn ist etwa der Herbstgesang, der in seiner Gänze schwebt und darum auch tragen kann.“

„»[…] der Band enthält so viel Frisches, Natürliches, liebevoll und klaräugig Geschautes und Ausgesprochenes, daß ich entschieden zu seinen Liebhabern gehöre«“

„Gottfried Kölwels ‚Gedichte‘ preisen in Ehrfurcht die Wunder der Schöpfung […]. Der helle und heitere Ton der frühen Gedichte wandelt sich unter dem Eindruck der Kriegszerstörung später in den Klagen des Elegikers („Münchner Elegien“), der trotzdem selbst in dem düsteren Memento mori seines Kerngedichts „Wir Wehenden“ den Glauben an ein Unvergängliches nicht aufzugeben vermag. Kölwel ist ein Lyriker von Geblüt. Was bei ihm glänzt, ist lauteres Gold.“

## Ehrungen

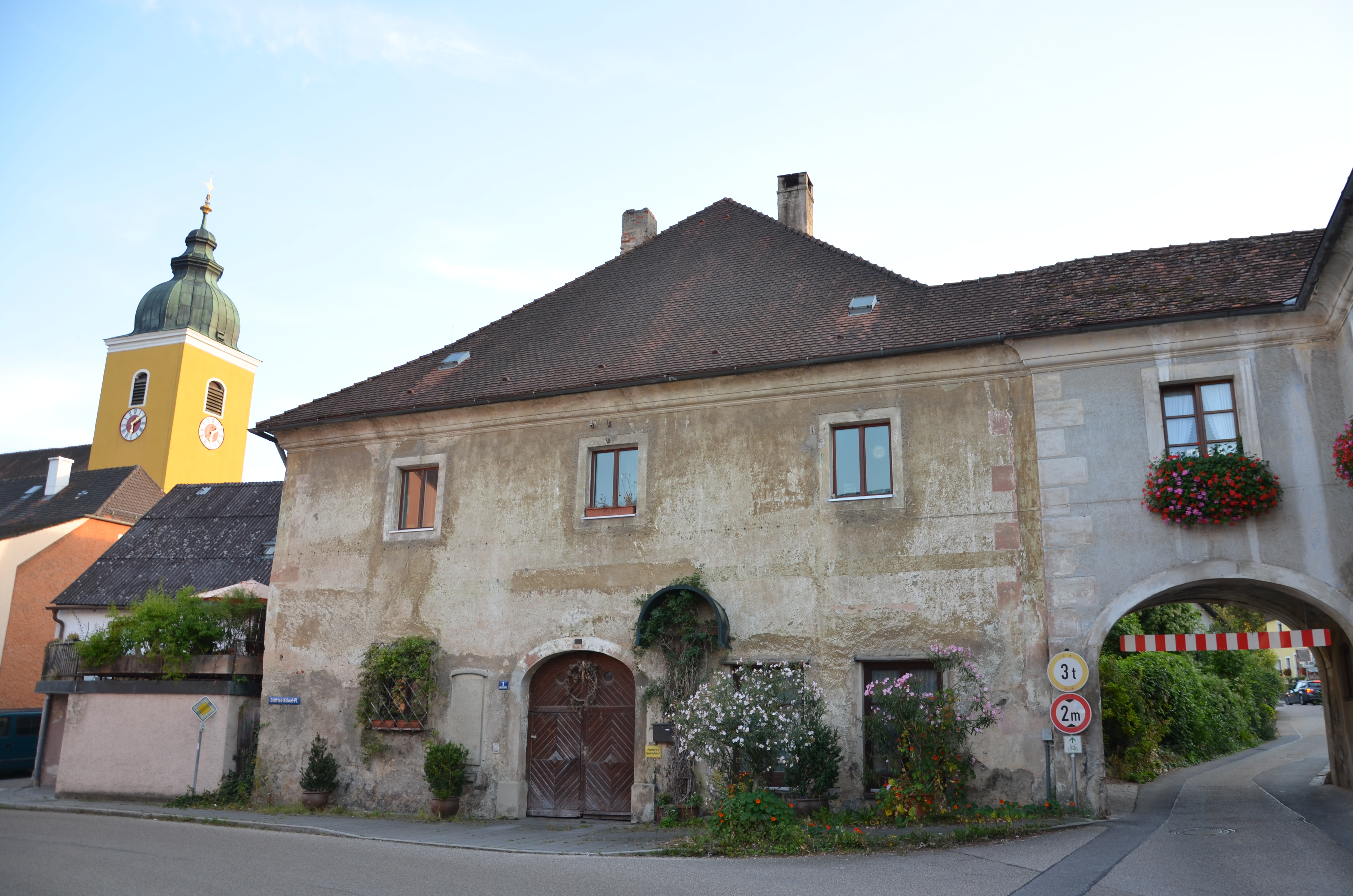
Geburtshaus von Göttfried Kölwel in Beratzhausen

- Mitglied der Deutschen Akademie für Sprache und Dichtung in Darmstadt
- Mitglied der Bayerischen Akademie der Schönen Künste in München
- 1949 Ehrenbürger von Beratzhausen
- 1952 Literaturpreis der Stadt München
- 1956 Nordgaupreis des Oberpfälzer Kulturbundes
- Die Volksschule in seinem Geburtsort und ebenso ein Platz in Beratzhausen wurden nach ihm benannt. Auch in Neutraubling findet sich eine Gottfried-Kölwel-Straße.